# Slovakiets regering
Slovakiets regering (på slovakisk: Vláda Slovenskej republiky) er den udøvende magt i Slovakiet.
Den styres af en premierminister (premiér), som bliver valgt af præsidenten, og er som regel lederen af et flertalsparti eller en flertalkoalition efter et valg til Nationalrådet. Kabinettet der er udpeget af præsidenten med anbefaling fra premierministeren skal opnå flertal i Nationalrådet.

## Nuværende regering
Den nuværende regering blev dannet d. 4. juli 2006 efter det slovakiske valg i juni 2006. Den er dannet af en koalition med Smer - Sociálna demokracia (Smer), Slovenská národná strana (SNS) og Ľudová strana – Hnutie za demokratické Slovensko (ĽS-HZDS) og dens leder er Robert Fico, leder af Smer. Der er 11 medlemmer af Smer, 3 medlemmer af SNS og 2 medlemmer af ĽS-HZDS i regeringen.